# Mexilana saluposi
Mexilana saluposi је животињска врста класе Crustacea која припада реду Isopoda и фамилији Cirolanidae. 

## Угроженост
Ова врста се сматра рањивом у погледу угрожености врсте од изумирања.

## Распрострањење
Мексико је једино познато природно станиште врсте.

## Станиште
Станиште врсте су слатководна подручја.